# Anaís
Anaís Martínez Vega (Santo Domingo; 22 de junio de 1984), simplemente conocida como Anaís, es una cantante dominica-estadounidense, ganadora de la segunda temporada de Objetivo Fama, un concurso y reality show musical transmitido por Univisión en Puerto Rico y por Telefutura (hoy UniMás) en el territorio continental de Estados Unidos. Anaís es considerada como la ganadora más notable de Objetivo Fama. En 2017 entra hacer parte de la octava temporada del programa de telerrealidad Love & Hip Hop: New York

## Primeros años
Anaís nació en Santo Domingo, República Dominicana el 22 de junio de 1984, donde vivió hasta la edad de 9 años, después se trasladó con su padre para el Bronx, Nueva York.

## Carrera
A finales de 2005, Anaís grabó una canción especial titulada «Arriba, abajo» para la Copa Mundial de la FIFA 2006, junto con Pablo Montero, Mariana Seoane, y Ana Bárbara.

### Así soy yo (2006)
Su álbum debut "Así soy yo" fue lanzado el 18 de abril de 2006. Contiene los sencillos «Atrapada», «Lo que son las cosas», «Estoy con él Y pienso en ti» , y «Estar contigo». El éxito «Lo que son de las cosas», que es interpretado originalmente por Ednita Nazario, alcanzó el puesto número 79 en el Billboard Hot 100 y encabezó el Hot Latin Songs durante 6 semanas consecutivas. El éxito «Estoy con él y pienso en ti», también estuvo en el top 10 del Hot Latin Songs, y en el top 5 de la lista Latin Tropical. El álbum fue nominado al Latin Grammy 2006 por "Mejor Álbum Vocal Pop Femenino". El álbum es el más vendido de cualquier concursante salido de Objetivo Fama. El 16 de septiembre, comenzó su Así Soy Yo Tour en Puerto Rico. Fue un concierto con entradas agotadas y obtuvo buenas críticas de la prensa.

### Con Todo Mi Corazón (2007)
En enero de 2007, Univision.com estrenó su nuevo sencillo titulado «Tu amor no es garantía». La canción fue el primer sencillo del segundo álbum de estudio de Martínez "Con todo mi corazón", que fue lanzado el 3 de abril en los Estados Unidos y el 18 de abril en México. La canción se posicionó en el Top 40 en las listas latinas, pero no tuvo el éxito esperado. El segundo sencillo oficial fue «Sólo mío», un sencillo más comercial, que fue Top 30 y alcanzó el puesto #29 en las listas latinas, siendo la cuarta ocasión que entra en el Top 30 Hit en los charts latinos, anteriormente había entrado con los éxitos «Lo que son de las cosas», «Estoy con el y pienso en ti», y «Arriba , Abajo». Anaís lanzó una edición special deluxe del álbum el 16 de octubre.
Anaís interpretó la canción «Como tu mujer» en un homenaje televisivo al cantante mexicano Marco Antonio Solís. La presentación fue aclamada no sólo como la mejor actuación de la noche, sino también como una de las mejores actuaciones en directo que se ha hecho nunca. Una versión de estudio de la canción está disponible en la "edición special deluxe" de su álbum. Solís quedó tan impresionado con la presentación, que llevó a Anaís como invitada especial y a abrirle su concierto en el Madison Square Garden en 2015 Anais firmó a Damienn Mendez como su artista y se convirtió en su mentor. Anais y Damienn Mendez tiene una canción llamada  "Quiero Amanecer Con Alguien ".

## Discografía
Así soy yo
- Lanzamiento= 18 de abril de 2006
- Sello discográfico= Univision
- Posición en listas= n.º 1 PR Top 100 Albums, n.º 7 EE. UU. Latin Pop, nº11 EE. UU. Top Latino, nº12 EE. UU. Heatseekers
- Certificación= Gold (Disco Oro)
- Ventas= 60.000+
- Sencillos= «Atrapada», «Lo que son las cosas», «Estoy con él y pienso en ti», «Estar contigo»

Con Todo Mi Corazón
- Lanzamiento= 3 de abril de 2007
- Sello discográfico= Univision
- Posición en listas= n.º 4 PR Top 100 Albums, nº20 EE. UU. Latino Pop, nº67 Top Latino
- Ventas= 40.000+
- Sencillos= «Tu amor no es garantía», «Sólo mío», «Como tu mujer»

Quiero Amanecer Con Alguien Featuring Damienn Mendez
- Lanzamiento= 3 de abril de 2007
- Sello discográfico= Univision
- Posición en listas= n.º 4 PR Top 100 Albums, nº20 EE. UU. Latino Pop, nº67 Top Latino
- Ventas= 40.000+
- Sencillos= «Tu amor no es garantía», «Sólo mío», «Como tu mujer»

TBA
- Lanzamiento= TBA
- Sello discográfico= TBA
- Posición en lista= TBA
- Certificación= TBA
- Ventas= TBA
- Sencillos= «Own It»[1]

### Sencillos
| Año  | Sencillo                      | Lista del Billboard | Lista del Billboard | Álbum               |
| Año  | Sencillo                      | Hot Latin Songs     | Latin Pop Songs     | Álbum               |
| ---- | ----------------------------- | ------------------- | ------------------- | ------------------- |
| 2006 | "Lo que son las cosas"        | 1                   | 2                   | Así soy yo          |
| 2006 | "Estoy con él y pienso en ti" | 7                   | 10                  | Así soy yo          |
| 2006 | "Estar contigo"               | —                   | 32                  | Así soy yo          |
| 2007 | "Tu amor no es garantía"      | 39                  | 20                  | Con todo mi corazón |
| 2007 | "Sólo Mio"                    | 29                  | 20                  | Con todo mi corazón |

## Otros logros
- En agosto de 2008, Anaís estuvo en la portada de la revista Smooth.
- El 17 de mayo de 2009, hizo una aparición en la temporada final de Objetivo Fama, cantando su éxito «Estoy con él y pienso en ti».
- Debutó en el cine como parte del reparto de la película dominicana La soga estrenada el 12 de agosto en la República Dominicana.
- Anaís ganó un Casandra como "Artista destacada en el extranjero".
- En 2013 Anaís realizó un cover de la canción «Él me mintió» de la cantante argentina Amanda Miguel.

## Vida personal
El 19 de enero de 2008, Anaís confirmó en una entrevista en el programa de televisión "Anda pa'l cara" que estaba embarazada de su primer hijo producto de la relación con su novio de más de 3 años, Rubén. El 23 de enero, sin embargo, reveló que sufrió un embarazo ectópico y, lamentablemente, perdió el bebé.en 2015 firmó al cantante Dominicano Damienn Mendez como su artista y protegido.